# Szarkádi III. kúp 2. ürege
A Szarkádi III. kúp 2. ürege rombarlang, amely a Tihanyi-félszigeten, a Balaton-felvidéki Nemzeti Park területén található.

## Leírás
A Szarkádi-tető Ny-i részén lévő, azon forráskúp ÉK-i tövében van, melynek tetejére térképezési pontot telepítettek. (A betonból készült jelnek nincs felirata.) Megtalálható a sárga jelzésű turistaösvényről É felé letérve a sárga + jelzésű ösvényre, majd ezen kb. 50 m-t haladva egy tisztásig. (Elérhető ellenkező irányból is a sárga + jelzésű ösvényen.) A tisztásról K felé két másik forráskúpot elhagyva, nagyjából 50 m-re található a harmadik gejzírkúp ÉNy-i oldalában. Ugyanabban a forráskúpban van mint a Szarkádi-gejzírbarlang.
A rombarlang előterét mély (2 m körüli) négyszögletes berogyás alkotja. Ebből nyílik a barlangméretet már el nem érő üreg. ÉNy felé néző szájának szélessége 1 m és magassága 60 cm. Az üreg hossza 150 cm. Térfogata kérdéses. A mennyezet folytatásában jobb felé 5–10 cm magas, 0,5 m széles résen beszűrődik a világosság. A meszes, lemezes hidrokvarcitban lévő üreg falai nagyon töredezettek. Felismerhetők benne oldásnyomok is, de az inkasszió a meghatározó formaelem. Úgy tűnik, ezt az üreget is robbantás tárta fel, illetve semmisítette meg nagyobbik, elülső részét. Jelenleg a barlangromnak csekély a jelentősége. Feltárása valószínűleg barlangméretűvé növelné a jelenlegi barlangtorzót.
1983-ban volt először Szarkádi III. kúp 2. ürege néven említve a rombarlang az irodalmában. Előfordul az üreg az irodalmában Szarkádi III. kúp 2.ürege (Eszterhás 1989) néven is.

## Kutatástörténet
Először, 1983-ban Eszterhás István írt az üregről tihanyi szpeleográfiai jelentésében. 1983-ban Eszterhás István és Jákói István mérték fel az üreget, majd Eszterhás István a felmérés felhasználásával elkészítette az üreg alaprajz térképét. Kordos László 1984-ben megjelent könyvének országos barlanglistájában meg lett említve a Tihany, Szarkádi-mező gejzírkúpjának üregei kifejezés, ami a barlanglista szerint azonos a Hálóeresztői-kőfülkével és térképen van feltüntetve helye. A Hálóeresztői-kőfülke azonos a Szarkádi-sziklaeresszel, a Szarkádi-üreggel és a Szarkád-tetői-barlanggal.
1987-ben Eszterhás István írta le részletesen a rombarlangot. Az Eszterhás István által 1989-ben írt, Magyarország nemkarsztos barlangjainak listája című kéziratban az olvasható, hogy a Bakony hegységben, a 4463-as barlangkataszteri területen, Tihanyban lévő Szarkádi III. kúp 2.ürege gejziritben kialakult barlangtorzó. A barlangtorzó 4 m hosszú és 0,6 m magas. A listában meg van említve az a Magyarországon, nem karsztkőzetben kialakult, létrehozott 220 objektum (203 barlang és 17 mesterséges üreg), amelyek 1989. év végéig váltak ismertté. Magyarországon 40 barlang keletkezett gejziritben. Az összeállítás szerint Kordos László 1984-ben kiadott barlanglistájában fel van sorolva 119 olyan barlang is, amelyek nem karsztkőzetben jöttek létre.
Az Eszterhás István által 1993-ban írt, Magyarország nemkarsztos barlangjainak lajstroma című kéziratban meg van említve, hogy a Bakony hegységben, a 4463-as barlangkataszteri területen, Tihanyban helyezkedik el a Szarkádi III. kúp 2. ürege. A gejziritben keletkezett barlangtorzó 4 m hosszú és 0,6 m magas. Az összeállításban fel van sorolva az a Magyarországon, nem karsztkőzetben kialakult, létrehozott 520 objektum (478 barlang és 42 mesterséges üreg), amelyek 1993 végéig ismertté váltak. Magyarországon 40 barlang, illetve mesterségesen létrehozott, barlangnak nevezett üreg alakult ki, lett kialakítva gejziritben. A Bakony hegységben 123 barlang jött létre nem karsztkőzetben. A 2001. november 12-én készült, Magyarország nemkarsztos barlangjainak irodalomjegyzéke című kézirat barlangnévmutatójában szerepel a Szarkádi III. kúp 2. ürege. A barlangnévmutatóban fel van sorolva 7 irodalmi mű, amelyek foglalkoznak az üreggel.

## További irodalom
- Eszterhás István: A Tihanyi-félsziget barlangkatasztere. Kézirat, 1984. (A kézirat megtalálható a Magyar Karszt- és Barlangkutató Társulat Adattárában és a KvVM Barlang- és Földtani Osztályon.) (Néhány oldallal és fényképpel bővebb, mint az 1987-es nyomtatott változat.)
- Eszterhás István: A Bakony nemkarsztos barlangjainak genotipusai és kataszteri jegyzéke. Kézirat. Budapest, 1986. Szerződéses munka az Országos Környezet- és Természetvédelmi Hivatalnak.

## Külső hivatkozások
- Eszterhás István – Szentes György szerk.: Magyarország nemkarsztos barlangjainak katasztere. A List of Non-karstic Caves of Hungary.